# Тогач
Тога́ч (рос. Тогачь, чув. Тукач) — присілок у Чувашії Російської Федерації, у складі Аліковського сільського поселення Аліковського району.
Населення — 113 осіб (2010; 134 в 2002, 234 в 1979, 314 в 1939, 282 в 1926, 238 в 1906, 182 в 1858).
Національний склад (на 2002 рік):
- чуваші — 98 %

## Історія
Історична назва — Тогачева. Засновано 18 століття як виселок села Аліково. До 1866 року селяни мали статус державних, займались землеробством, тваринництвом, виробництвом одягу. На початку 20 століття діяло 2 вітряки, магазин. 1930 року створено колгосп «16-ий партійний з'їзд». До 1927 року присілок входив до складу Аліковської волості Ядринського повіту. З переходом на райони 1927 року — спочатку у складі Аліковського, у період 1962–1965 років — у складі Вурнарського, після чого знову переданий до складу Аліковського району.